# Sint-Willibrordusbeeld (Bakel)
Het Sint-Willibrordusbeeld is een 19e-eeuws standbeeld in Bakel.

## Achtergrond
De voorloper van de huidige Sint-Willibrorduskerk werd vóór 721 gesticht en is gewijd aan de missionaris Willibrord. Het zandstenen Willibrordusbeeld werd in 1862 boven de entree van de kerk geplaatst. Het is niet bekend wie de beeldhouwer was. In 1893 werden de kerk en toren na een brand hersteld in neogotische stijl. Waarschijnlijk verhuisde het beeld in die tijd naar het kerkhof achter de kerk. In de nis waar het beeld had gestaan werd een raam geplaatst. 
Aan de kerktoren werden twee nieuwe heiligenbeelden geplaatst, waarvan een van Willibrord. Ook in de kerk en aan de gevel van het parochiehuis in Bakel is een Willibrordusbeeld te zien. 

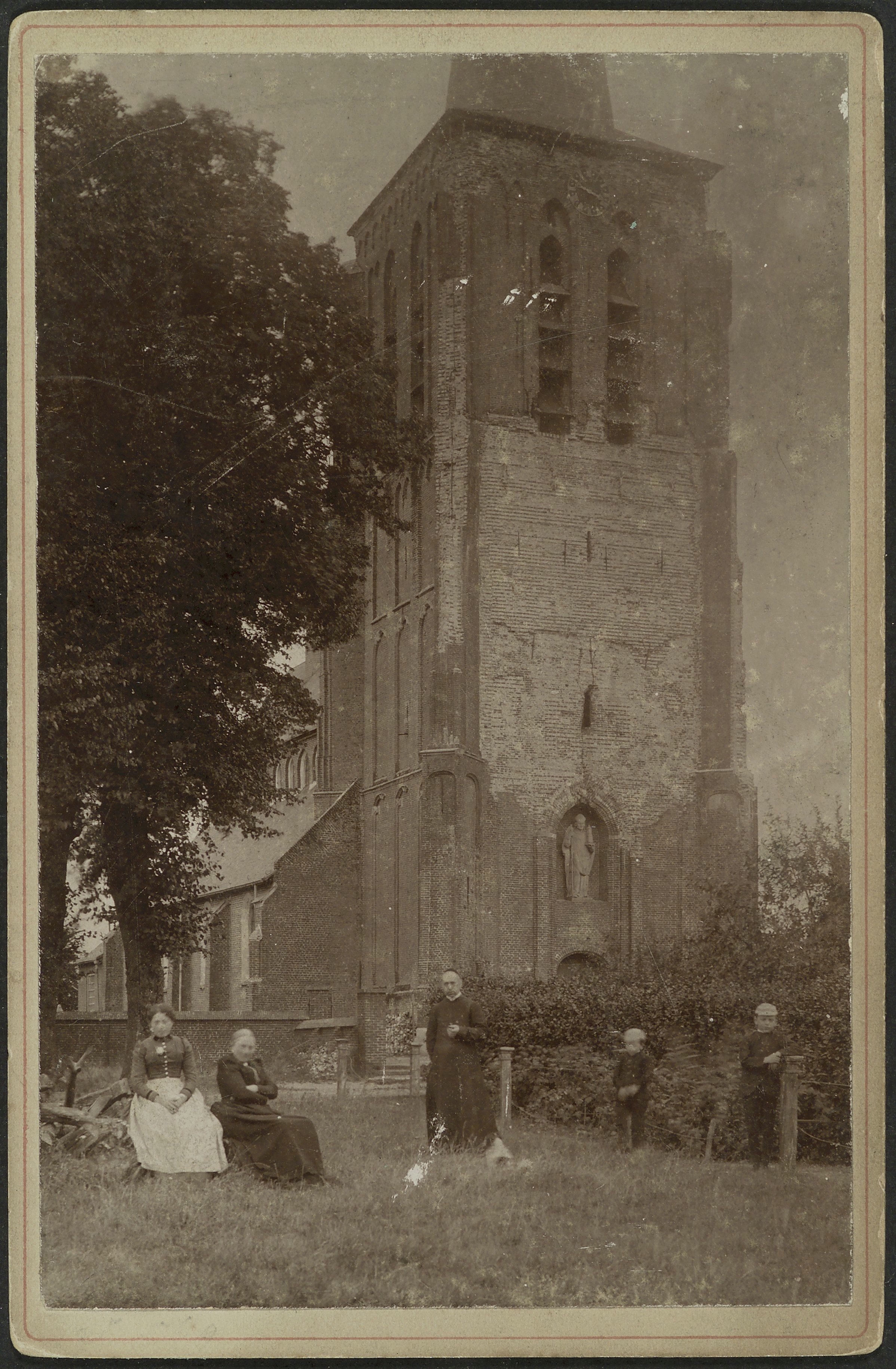
Het beeld op de oude plek in de torengevel

## Beschrijving
Het 2,60 meter hoge standbeeld is opgebouwd uit twee zandstenen blokken en toont Willibrord in bisschopsgewaad, met pallium en mijter. Aan de voorzijde van de mijter is een driepas te zien met een duif als symbool van de Heilige Geest. In zijn rechterhand houdt Willibrord een bisschopsstaf en in zijn linkerhand een bijbel met daarop het model van een kerkgebouw. Op de voetplaat is in gotische letters de naam van de heilige uitgehouwen. Het beeld staat op een eenvoudige lage sokkel voor een neogotische, gemetselde achterwand nabij de kerkmuur.

## Waardering
Het gedenkteken werd in 2001 als rijksmonument in het Monumentenregister opgenomen. "Het Willibrordusbeeld is van algemeen belang. Het heeft cultuurhistorische waarde als bijzondere uitdrukking van een sociale en geestelijke ontwikkeling, in het bijzonder de ontwikkeling van de katholieke grafcultuur, het is tevens van belang voor de typologische ontwikkeling van het kerkhofmonument. Het heeft kunsthistorisch belang als vroeg voorbeeld van kerkelijke beeldhouwkunst. Het heeft ensemblewaarden als onderdeel van een groter geheel dat cultuurhistorisch en architectuurhistorisch van belang is. Het is gaaf bewaard gebleven en typologisch zeldzaam."

## Willibrordus in Bakel

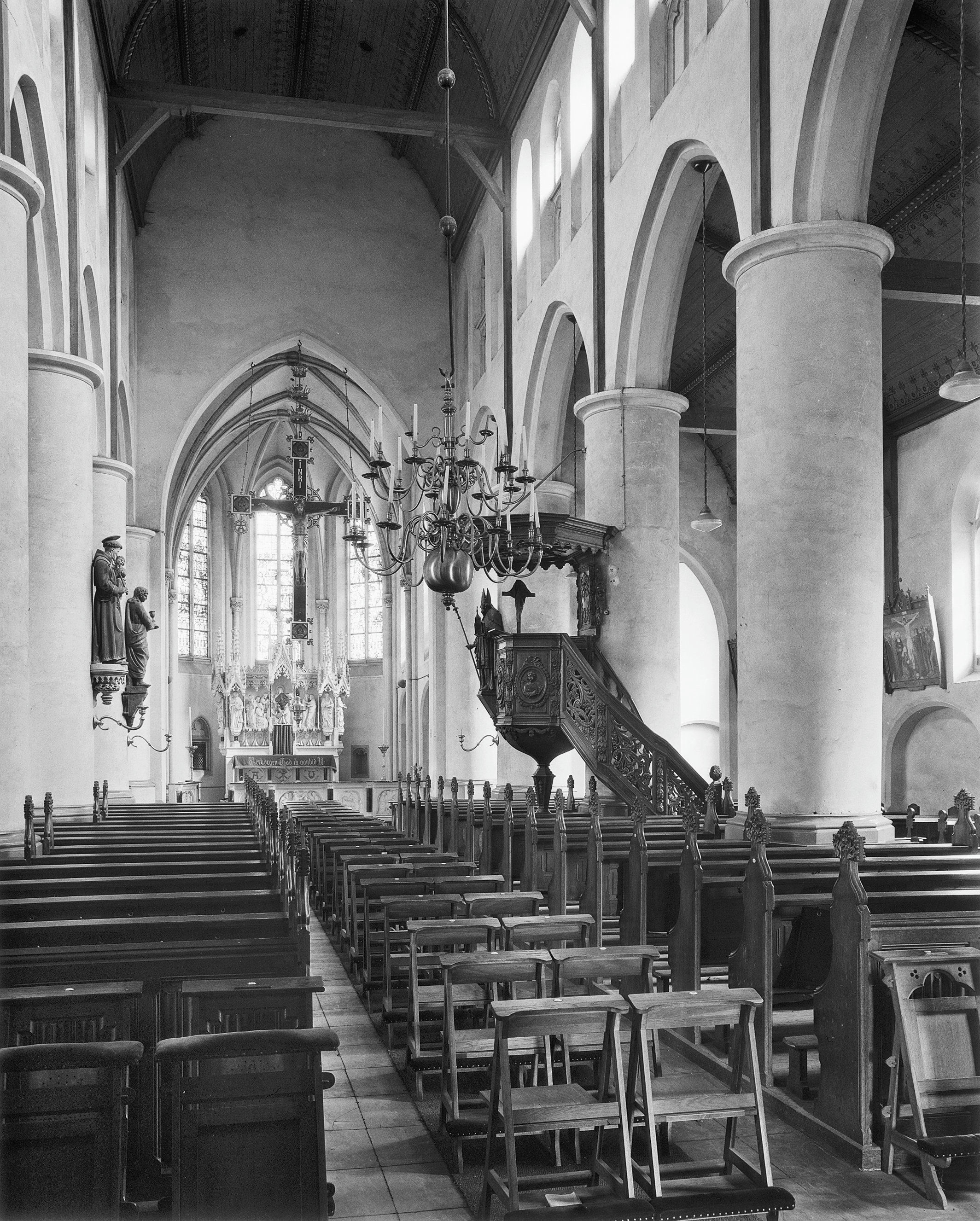
Beeld in de kerk (achter de preekstoel)
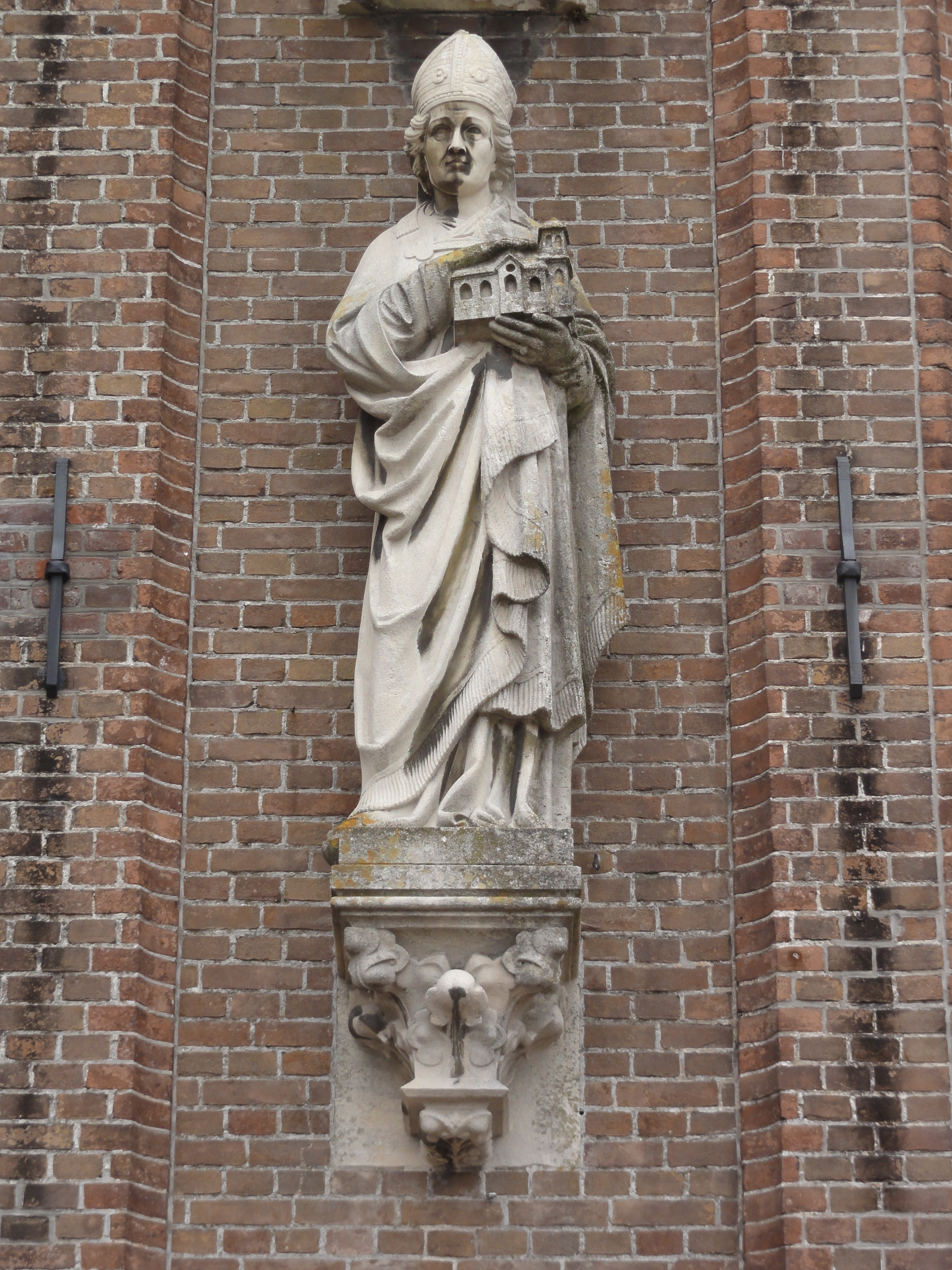
Beeld aan de kerktoren
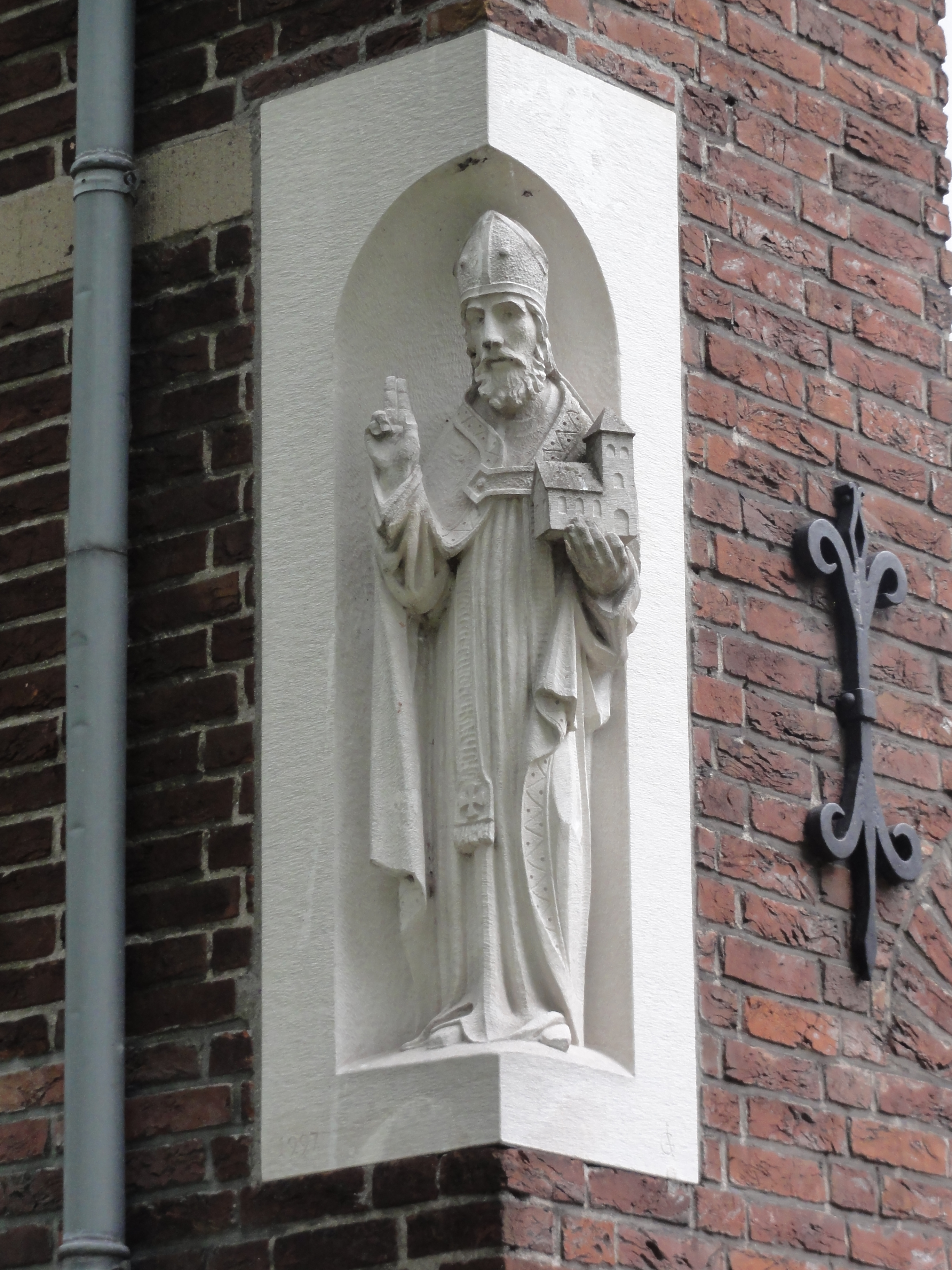
Beeld aan het parochiehuis